# 屈巴赫河 (施瓦本雷扎特河支流)
49°08′56″N 11°00′38″E / 49.14892°N 11.01064°E
屈巴赫河（德語：Kühbach），是德國的河流，位於該國東南部，由巴伐利亞負責管轄，屬於施瓦本雷扎特河的左支流，河道全長1.6公里，發源自普萊恩費爾德。